# Ministero della difesa (Regno Unito)
Il Ministero della difesa (in inglese: Ministry of Defence, abbreviato in MOD o MoD) è il dipartimento governativo del Governo del Regno Unito deputato alla sicurezza e all'amministrazione delle forze armate britanniche.

## Storia
Dopo la prima guerra mondiale, negli anni '20, si pensò di creare un organo che coordinasse i 3 gruppi che componevano le forze armate britanniche: la Royal Navy, la Royal Air Force e il British Army. Quest'idea venne respinta dal governo di David Lloyd George nel 1921, tuttavia nel 1923 venne creato il Comitato dello Stato Maggiore e negli anni '30 Stanley Baldwin creò la posizione di ministro per il coordinamento della difesa, nominando Thomas Inskip. Ad Inskip succedette l'ammiraglio della flotta Ernle Chatfield, che mantenne la carica fino alla caduta del governo di Neville Chamberlain nel 1940.
Winston Churchill, durante la formazione del suo gabinetto nel 1940, istituì un primo Ministero della difesa per esercitare una forma di controllo sul Comitato dello Stato Maggiore, ed ordinò ministro il primo ministro corrente. Questa configurazione rimase fino al 1946, quando il primo ministro Clement Attlee introdusse la figura del ministro della difesa, che andò a sostituire nel gabinetto di governo le tre cariche preesistenti: il Lord grand'ammiraglio, il segretario di Stato per la guerra e il segretario di Stato per l'aeronautica.
Dal 1946 al 1964 5 dipartimenti di Stato hanno fatto il lavoro del Ministero: l'Ammiragliato, l'Ufficio della Guerra, il Ministero dell'aeronautica e una prima forma di Ministero della difesa, che nel 1964 si sono fusi per dar vita all'attuale Ministero.